# 石井進 (実業家)
石井 進(いしい すすむ、1953年-)は、日本の実業家。AGSの代表取締役会長。

## 人物
埼玉県立熊谷高等学校を経て、千葉大学理学部卒業。運動神経は良いほうではなかったが中学校時代は卓球部に所属していた。

## 経歴
1976年 埼玉銀行入社。
2003年6月 りそなホールディングス事務・システム部長。
2003年10月 同社執行役業務管理部長、埼玉りそな銀行取締役。
2005年 りそなビジネスサービス株式会社副社長。
2006年 りそなビジネスサービス株式会社社長。
2009年 AGS常務執行役員人事部。
2012年 AGS取締役兼常務執行役員企画管理本部長。
2014年 AGSシステムアドバイザリー株式会社社長。
2015年 AGS代表取締役社長兼社長執行役員。
2018年 公益社団法人埼玉県情報サービス産業協会会長。
2019年 一般社団法人埼玉県経営者協会会長、AGS代表取締役会長